# Minamikyūshū
Minamikyūshū (南九州市, Minamikyūshū-shi, litt. « ville de Kyūshū-Sud ») est une ville située dans la préfecture de Kagoshima, au Japon.

## Géographie

### Situation
Minamikyūshū est située dans le sud de la péninsule de Satsuma.

### Démographie
En décembre 2021, la population de la ville de Minamikyūshū était de 33 478 habitants, répartis sur une superficie de 357,91 km2.

## Histoire
La ville de Minamikyūshū a été créée en 2007 de la fusion des anciens bourgs d'Ei, Chiran et Kawanabe.

## Transports
Minamikyūshū est desservie par la ligne Ibusuki Makurazaki de la JR Kyushu.

## Personnalités liées
- Hiroko Yamasaki (1960-), gymnaste japonaise, y est née.